# Hamburger Hochbahn

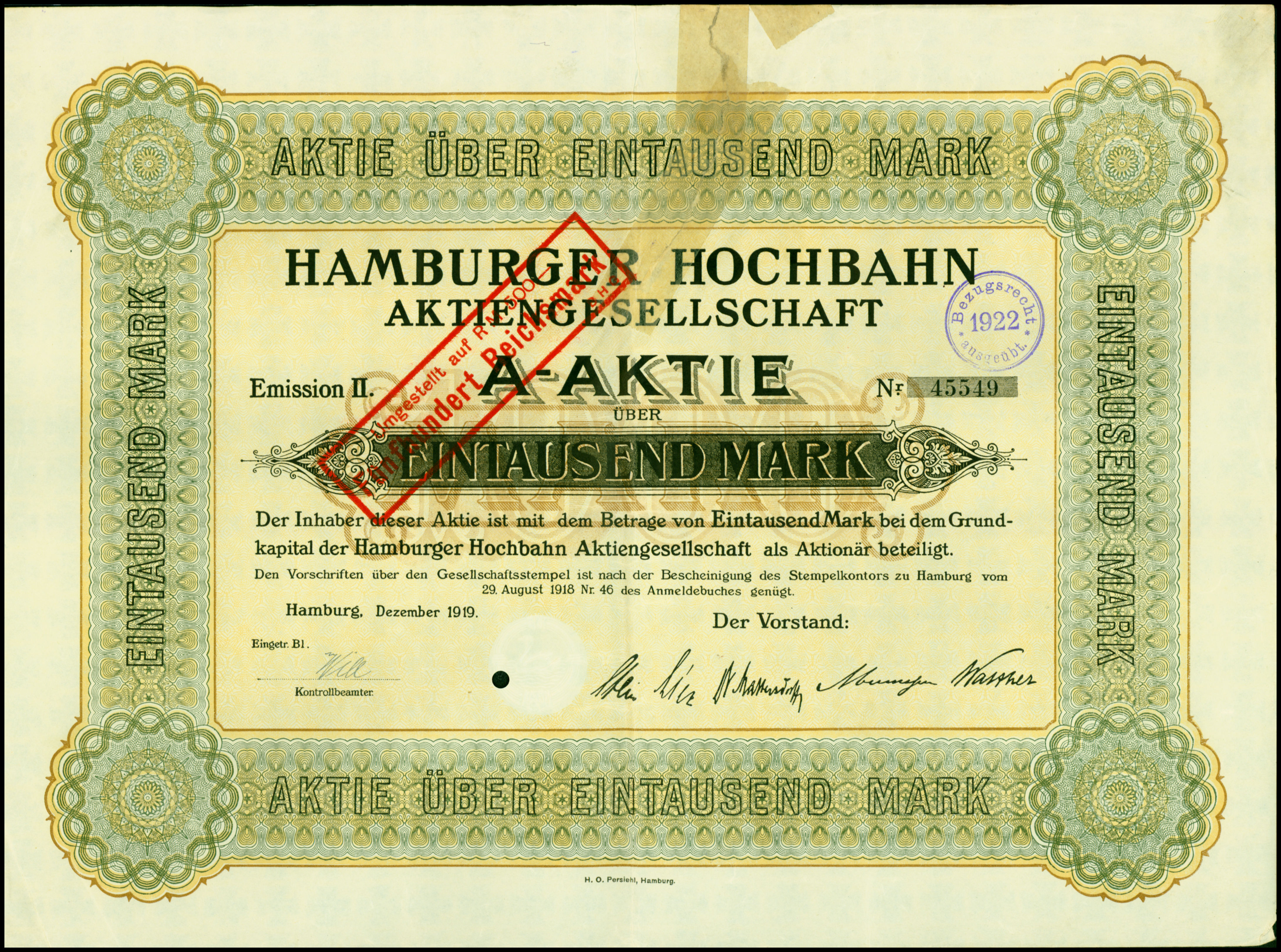
Aktie über 1000 Mark der Hamburger Hochbahn AG vom Dezember 1919

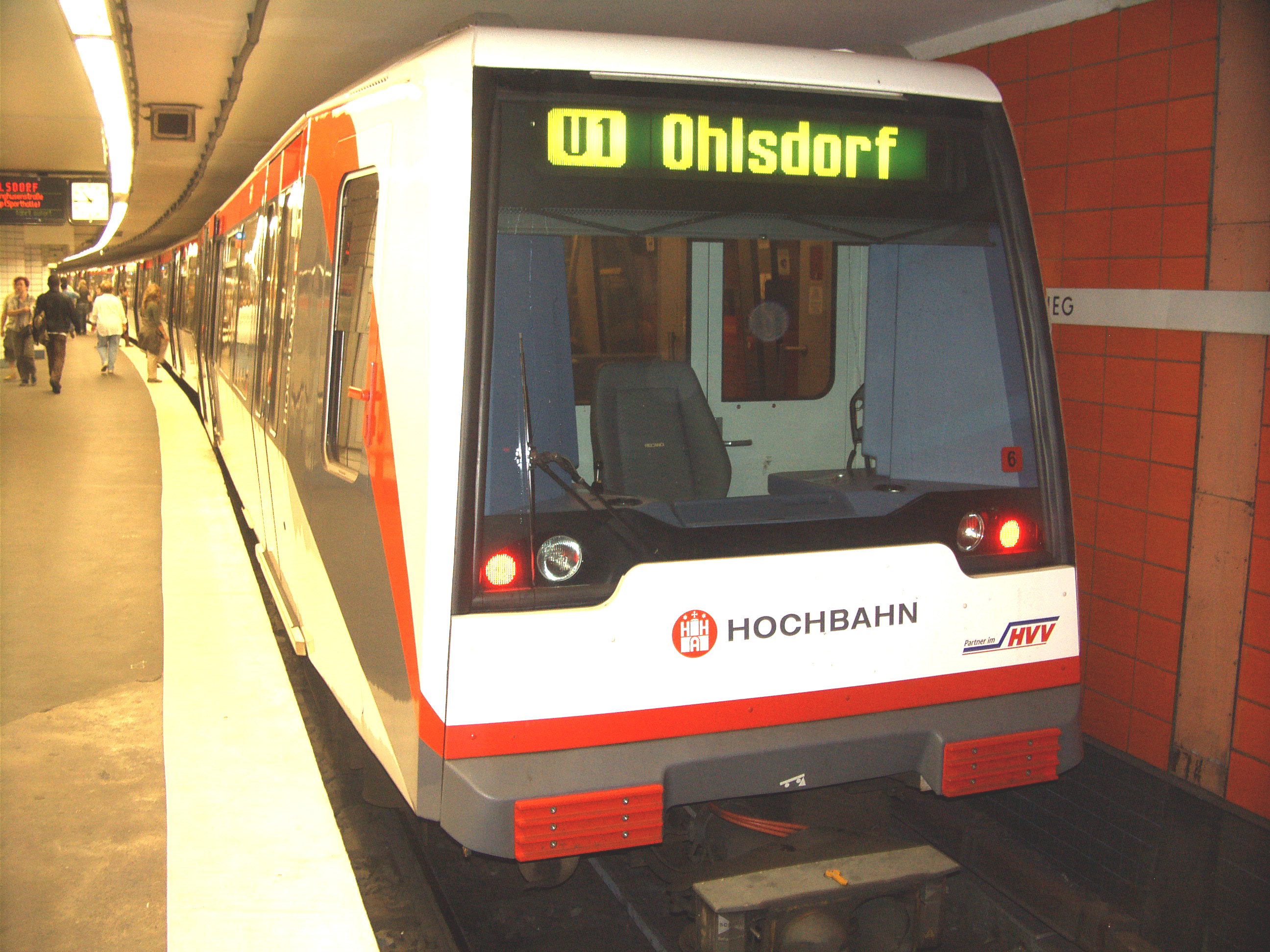
U1-Haltestelle Jungfernstieg mit DT4

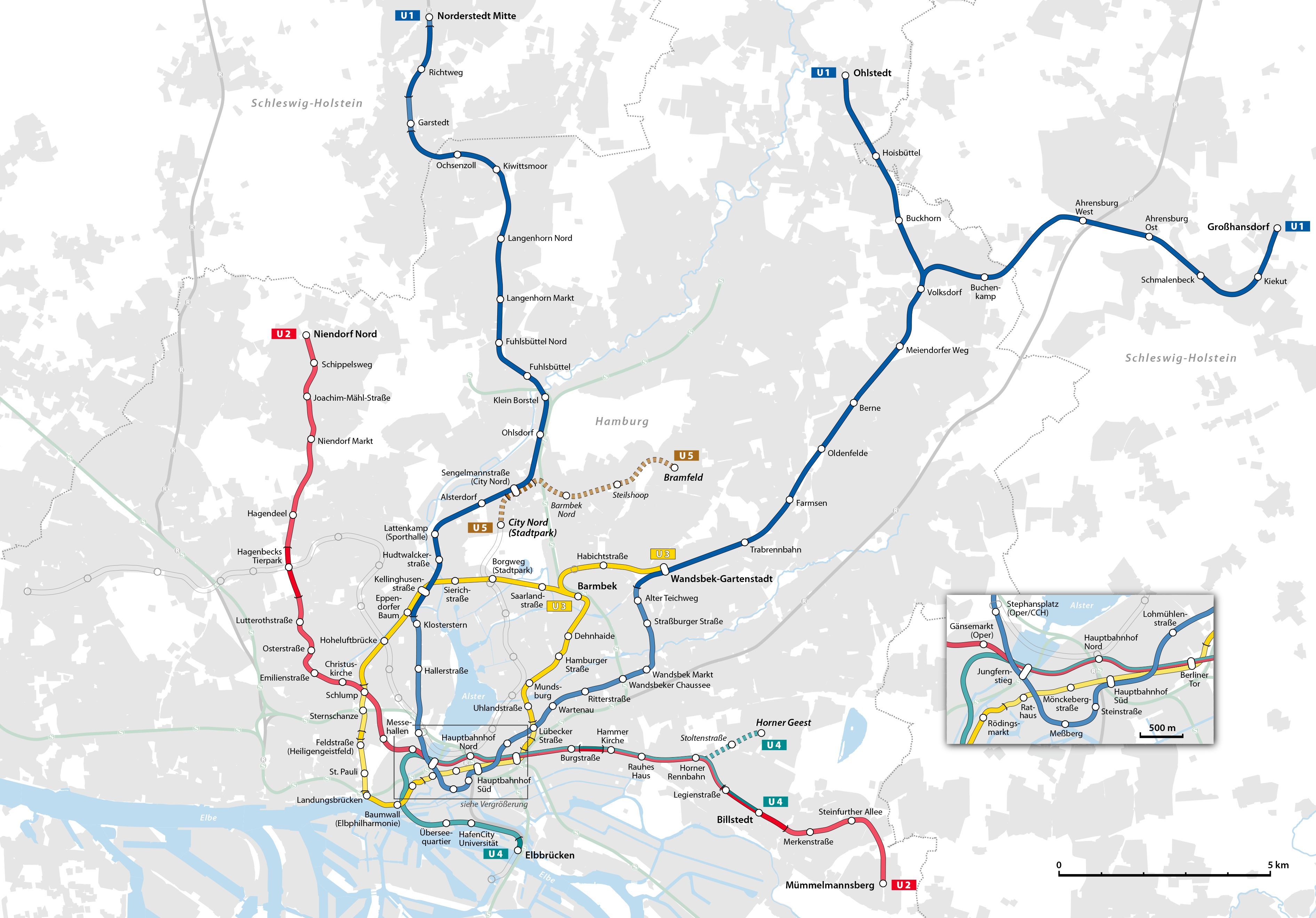
U-Bahn-Streckennetz

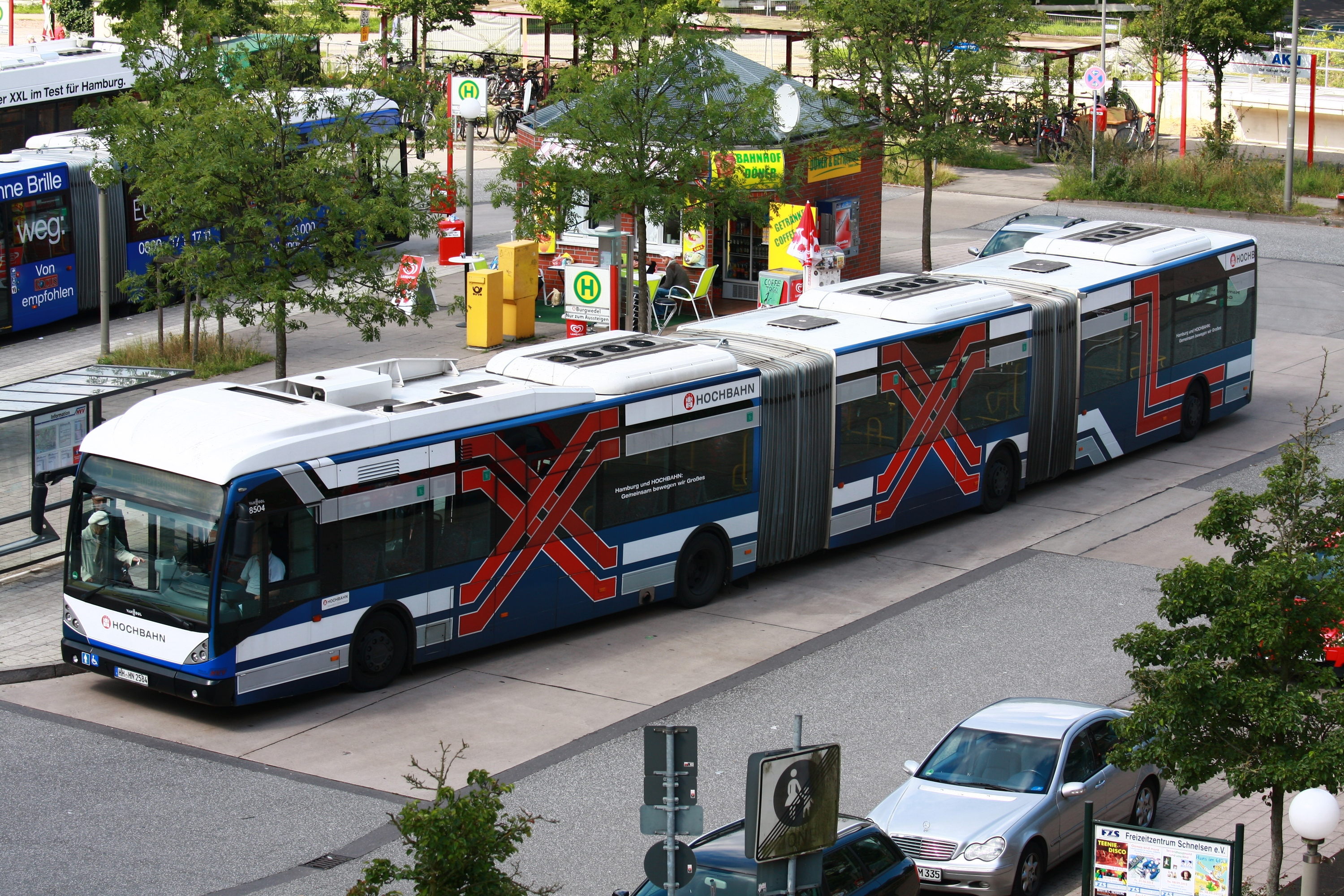
„XXL-Bus“ (Doppelgelenkbus Van Hool AGG 300) auf der Metrobuslinie 5

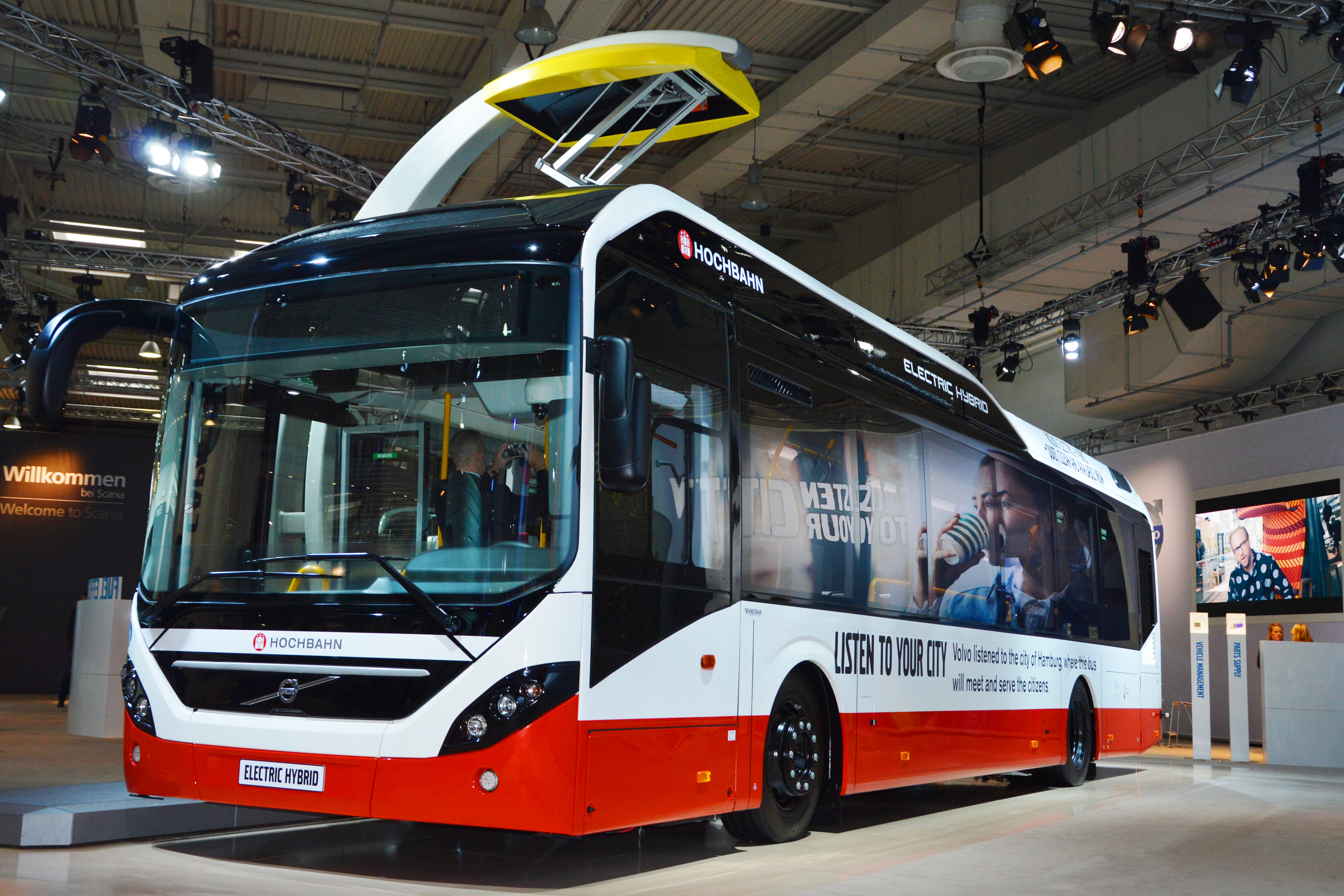
Volvo 7900 Electric Hybrid der Hochbahn

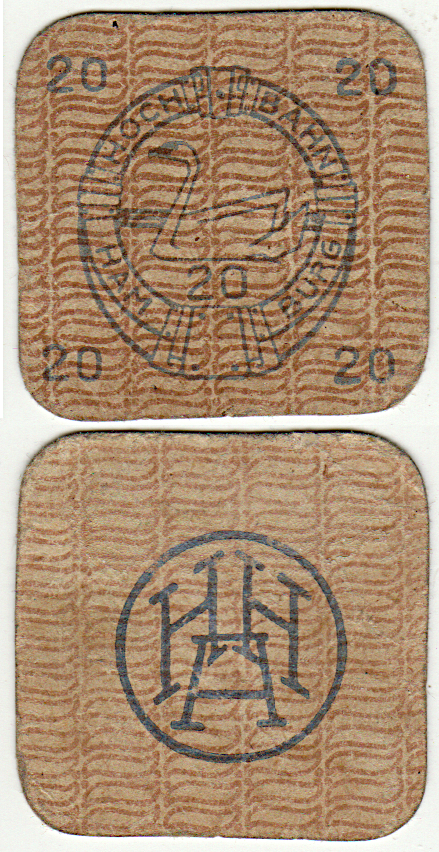
Ein Notgeldschein (Vorder- und Rückseite) der HHA um 1920

Uniformmütze der Hochbahn (um 1960) wurde im Außendienst bis 1973 getragen

Die Hamburger Hochbahn AG (HHA) ist das größte Verkehrsunternehmen in Hamburg. Sie betreibt die Hamburger U-Bahn und einen Großteil des Hamburger Stadtbusnetzes innerhalb des Hamburger Verkehrsverbunds (HVV).
Die Hochbahn ist eines der größeren Nahverkehrsunternehmen in Deutschland und der größte Dienstleister im HVV. Im Jahr 2024 beförderte der Betrieb rund 421 Mio. Fahrgäste (Bus: rund 237 Mio., U-Bahn: rund 259 Mio., Umsteiger zwischen den beiden Verkehrsmitteln sind bei der Gesamtzahl nur einmal berücksichtigt) und beschäftigte 6910 Menschen, davon 159 Auszubildende. Die Hamburger Hochbahn AG befindet sich über die HGV Hamburger Gesellschaft für Vermögens- und Beteiligungsmanagement mbH vollständig im Eigentum der Freien und Hansestadt Hamburg.

## Geschichte
Die Hamburger Hochbahn wurde am 27. Mai 1911 in Form einer Aktiengesellschaft als Konsortium zwischen Siemens & Halske und AEG gegründet. Sie ist von Beginn an privater Betreiber der damals neu erbauten Hochbahn, erster Direktor war Wilhelm Stein, erster Aufsichtsratsvorsitzender Albert Ballin. Die Stadt Hamburg verpachtete die Bahnanlagen an das Unternehmen, das nach privatwirtschaftlichen Grundsätzen geführt wurde. Die erste Hochbahnstrecke wurde 1912 mit der Ringlinie, Teil der heutigen U-Bahn-Linie U3, in Betrieb genommen. Es folgte die heute nicht mehr existierende Linie vom Hauptbahnhof nach Rothenburgsort.
Die HHA übernahm 1918/1919 die Straßen-Eisenbahn-Gesellschaft in Hamburg (SEGH), 1923 die Hamburg-Altonaer Centralbahn (HAC) und 1924 die Elektrische Kleinbahn Alt-Rahlstedt–Volksdorf–Wohldorf (EKV).
Das Tochterunternehmen Fahrzeugwerkstätten Falkenried (FFG) entwickelte, baute und wartete früher auf dem ehemaligen Betriebsgelände am Falkenried Straßenbahn- und U-Bahn-Fahrzeuge sowie Busse. In der Zentrale in Hummelsbüttel sowie vier weiteren Werkstätten auf den Betriebshöfen der Hochbahn ist sie heute als Volldienstleister der Hochbahn u. a. für Wartung und Instandsetzung der Busflotte zuständig.
Die ersten Omnibusse bei der HHA fuhren am 5. Dezember 1921 auf Linie. Der wegen der schlechten wirtschaftlichen Lage im September 1922 wieder eingestellte Busverkehr wurde ab dem 3. November 1924 mit neuen Büssing-Fahrzeugen auf anderen Strecken wieder aufgenommen.
Am 1. April 1919 übernahm die HHA auch den Betrieb der Alsterschiffe von der Alsterdampfschiffahrts-GmbH. Von 1924 bis 1935 übertrug sie den technischen Betrieb jedoch an die Ewerführerei Lütgens & Reimers.
Im Zweiten Weltkrieg setzte auch die Hamburger Hochbahn Zwangsarbeiter ein. Im Stadtgebiet gab es fünf Lager, in denen vor allem sowjetische Kriegsgefangene eingesetzt wurden.
Die Folgen des Krieges waren immense Schäden an Anlagen und Fahrzeugen, auch das Hochbahnhaus an der Steinstraße wurde zerstört. Bis Mitte der 1950er Jahre wurden U-Bahn- und Straßenbahnnetz zum großen Teil wieder repariert. Die Hochbahn-Strecke über Hammerbrook nach Rothenburgsort wurde wegen der völligen Zerstörungen dieser Stadtteile nicht wieder aufgebaut. 1965 hatte die von der HHA betriebene U-Bahn (incl. Walddörfer- und Langenhorner Bahn) bei 4 Linien eine Streckenlänge von 74,7 km (60 Haltestellen), die Anzahl der U-Bahn-Wagen betrug 711; 1955 waren es 5 Linien auf 67,9 km Streckenlänge und 399 Wagen. Bei der Straßenbahn gab es 1965 bei 12 Linien auf 117,3 km Streckenlänge (227 Haltestellen) 1036 Wagen; 1955 waren es 19 Linien auf 186,7 km Streckenlänge (347 Haltestellen) mit 1036 Wagen. Beim Betriebsteil Omnibus gab es 1965 schon 69 Linien auf 485,4 km Streckenlänge (819 Haltestellen) und 711 Busse (incl. der Wagen der im Auftrag der HHA fahrender privater Busbetreiber); 1955 waren es erst 22 Linien, 160,2 km Streckenlänge (259 Haltestellen) und 155 Busse. Die Alsterschifffahrt hatte 1965 drei Linien sowie die Alsterfähre, die Streckenlänge betrug 11,6 km, 15 Schiffe/Barkassen konnten eingesetzt werden. 1955 gab es zwei Linien und die Alsterfähre auf 8,6 km Strecke mit elf Anlegern.
Ende 1965 war die Hamburger Hochbahn eines der Gründungsmitglieder des Hamburger Verkehrsverbundes HVV – des ersten Verkehrsverbundes weltweit.
1977 erfolgte die Gründung der ATG Alster-Touristik mit einer Neuausrichtung auf Ausflugs-, Rundfahrt- und Touristikangebote auf der Außen- und Binnenalster. 1978 beförderte die HHA mit 1800 Fahrzeugen auf 111,45 Mio. Wagen- bzw. Schiffskilometern 398,2 Mio. Fahrgäste, davon entfielen 175,8 Mio. Fahrgäste auf den Betriebsteil U-Bahn, 221,0 Mio. auf den Busbereich und 1,4 Mio. auf die Alsterschifffahrt. Hinzu kamen 8,5 Mio. Fahrgäste bei der am 1. Oktober 1978 eingestellten Straßenbahn. 1987 waren es 380,9 Mio. Fahrgäste (181,5 Mio. bei der U-Bahn, 199,4 Mio. beim Bus) mit 1609 Wagen (833 U-Bahn, 776 Bus, davon 125 Gelenkbusse), die Linienlänge betrug 1538,5 km (92,7 km U-Bahn mit 82 Haltestellen, 773,4 km Bus mit 1308 Haltestellen). Es gab rund 5800 Beschäftigte, davon 392 Zugfahrer und 2239 Busfahrer, 662 arbeiteten im Haltestellen-/Stellwerksbereich.
Die Hauptwerkstatt der Hochbahn liegt unmittelbar an Hamburgs ältester U-Bahn-Strecke westlich des Barmbeker Bahnhofs, diese war eingerichtet worden, um die Züge der Ringbahn zu warten. Neben großen Reparaturhallen befand sich dort bis Mitte der 1930er Jahre sogar ein Kraftwerk.
Viele Jahre war die Hochbahn an der Börse gelistet und zahlte außenstehenden Aktionären eine Garantiedividende. Nach der Änderung des Aktiengesetzes mit vereinfachten Möglichkeiten eines Squeeze-out wurden 2003 alle freien Aktionäre abgefunden, so dass sich die Anteile heute komplett im Besitz der Hamburger Gesellschaft für Vermögens- und Beteiligungsmanagement befinden.
Im Jahr 2024 verzeichnete der Gesamtbetrieb die Rekordzahl von etwa 560 Mio. Fahrgästen.

## Straßenbahn
Die HHA übernahm 1918 und 1923 die vorher vorhandenen Straßenbahnunternehmen und betrieb dann auch die Straßenbahn in Hamburg, deren Linien und Strecken ab 1955 nach und nach durch U-Bahn-Verbindungen und auf Busbetrieb, auch im gebrochenen Verkehr, umgestellt wurden. Die letzte Linie wurde am 1. Oktober 1978 auf Busverkehr umgestellt.
Anfang 2009 wurde das Unternehmen von der Behörde für Stadtentwicklung und Umwelt mit der Planung der Stadtbahn Hamburg betraut, die allerdings Ende 2010 nach einem Koalitionsbruch in Hamburg fallengelassen und nach einem Regierungswechsel 2011 bisher nicht weiterverfolgt wurde.

## Busse
Der ÖPNV-Linienbusverkehr in Hamburg wird durch die Hamburger Hochbahn und die Verkehrsbetriebe Hamburg-Holstein GmbH (VHH) betrieben. Die Konzessionen der meisten Buslinien im Norden, Nordosten, Süden und im Zentrum Hamburgs liegen bei der HHA, die nördlich der Elbe im Westen und im Südosten Hamburgs sowie in den Schleswig-Holsteinischen Nachbargemeinden bei der VHH.
Die Hamburger Hochbahn befasst sich seit zwei Jahrzehnten mit der Nutzung von Wasserstoff im Mobilitätssystem der Zukunft. 2003 wurden die ersten Busse mit Brennstoffzellen in Betrieb genommen. Auf Beschluss des rot-grünen Senats bestellt die Hochbahn seit 2020 nur noch Busse, die kein CO2 ausstoßen. Ziel ist es, dass Ende dieses Jahrzehnts die gesamte Flotte emissionsfrei unterwegs ist.

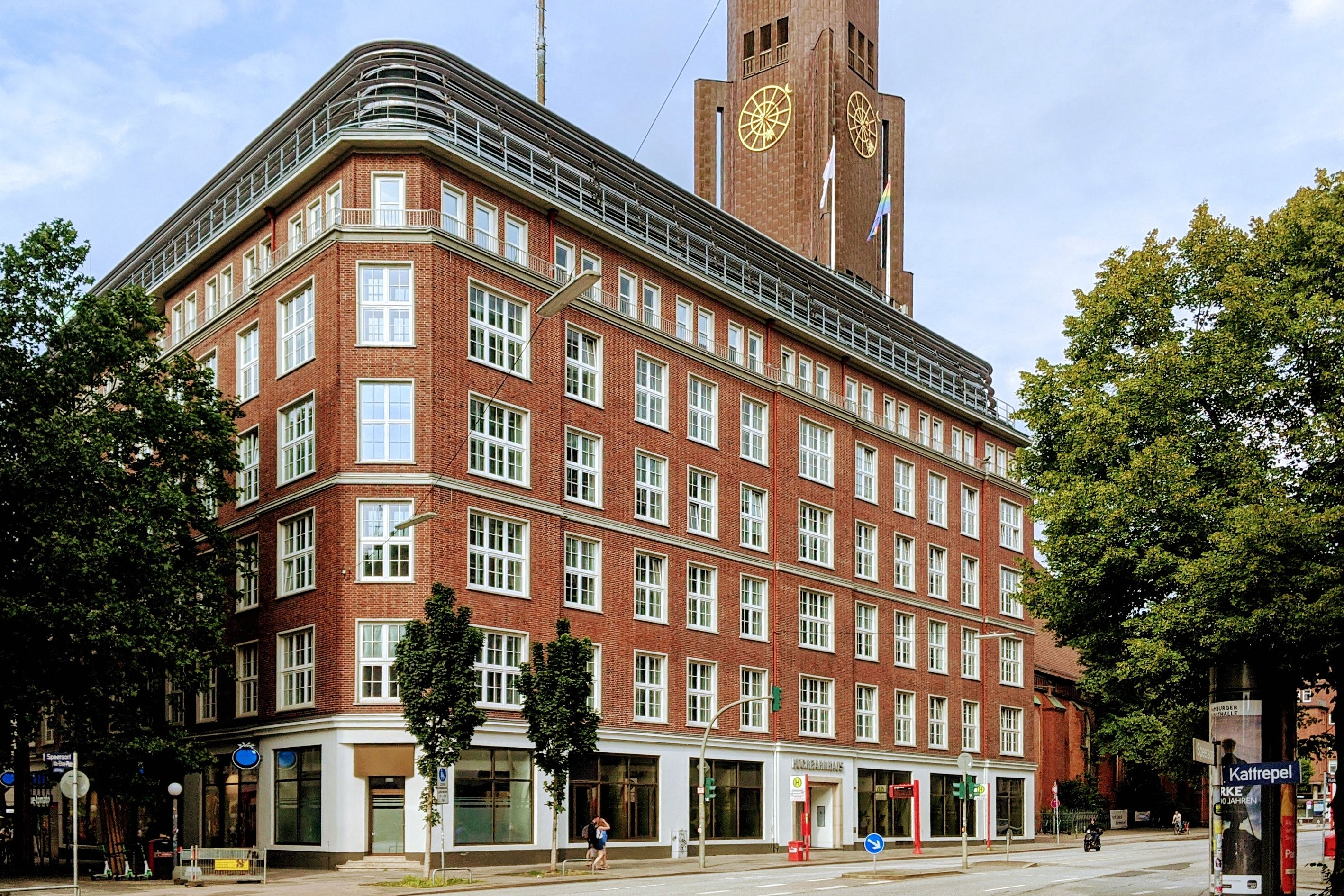
Hochbahnhaus, Firmenzentrale in der Hamburger Steinstraße

## Tochtergesellschaften und Beteiligungen
- ATG Alster-Touristik GmbH, Hamburg (100 %), 1977 ausgegründet aus dem Betriebszweig Alsterschifffahrt, deren Linien nun außerhalb des HVV neben dem Touristikbereich betrieben werden
- FFG Fahrzeugwerkstätten Falkenried GmbH, Hamburg (100 %), im Juni 1968 ausgegründet aus der Straßenbahn-Hauptwerkstatt zur Entwicklung von Fahrzeugtechnik, Elektrotechnik sowie Heizungs- und Lüftungsbau
- HADAG Seetouristik und Fährdienst AG, Hamburg (100 %), Passagierschiffsverkehr auf der Elbe und im Hamburger Hafen
- HHW Hamburger Hochbahn-Wache GmbH, Hamburg (100 %), 1993 gegründet als Hamburger U-Bahn-Wache GmbH (HUW)[10][11] von der HHA (76 %) und der Raab Karcher Sicherheit GmbH[12]
- NMS New Mobility Solutions Hamburg GmbH (100 %)[13]
- TEREG Gebäudedienste GmbH, Hamburg (56 % Hochbahn, 44 % Vattenfall), 1963 als TEREG Technische Reinigungsgesellschaft Schmeisser mbH gegründet, 1974 wurden die HEW Mitgesellschafter; Gebäude-, Verkehrsanlagen- und Industriereinigung, Bausanierung, Gebäudemanagement
- ZOB Hamburg GmbH (72,1 %), Betrieb des zentralen Busbahnhofs südöstlich des Hauptbahnhofs
- HSF Hamburger Schnellbahn-Fahrzeug-Gesellschaft mbH, Hamburg (100 %)
- HOCHBAHN Verwaltungsgesellschaft, Hamburg (100 %)
- HOCHBAHN Grundstücksverwaltungsgesellschaft mbH & Co. KG, Hamburg (100 %)
- HOCHBAHN Beteiligungsgesellschaft mbH, Hamburg (100 %)
  - HSG Hanseatische Siedlungs-Gesellschaft mbH, Hamburg (100 %), 1934 durch die Hamburger Sparcasse von 1827 gegründet, 1943 von der HHA-Muttergesellschaft übernommen als gemeinnützige Wohnungsgesellschaft zur Schaffung von Wohnraum für ausgebombte Betriebsangehörige
- hySOLUTIONS GmbH, Hamburg (56 % Hochbahn, 12,5 % Vattenfall, 12,5 % Stromnetz Hamburg, 5 % Verkehrsbetriebe Hamburg-Holstein (VHH), 4 % Handelskammer Hamburg, 4 % Handwerkskammer Hamburg, 3 % Gasnetz Hamburg, 3 % Hamburg Port Authority (HPA)), gegründet im September 2005 zur Förderung, Betreuung und zum Einsatz der Wasserstoff- und Brennstoffzellentechnologie sowie elektrischer Antriebs- und Versorgungssysteme in Hamburg
- HVW Hamburger Verkehrsmittel-Werbung GmbH, Hamburg (ab 1989: 24,9 % Hochbahn, 75,1 % Deutsche Städtereklame DSR,[14] / jetzt DSM Deutsche Städte-Medien GmbH), gegründet am 1. Juni 1937 zur Vermarktung und Durchführung von Werbung auf und in HHA-Verkehrsmitteln sowie deren Haltestellen[15] gehört jetzt zur Ströer-Gruppe; Tochtergesellschaft der HVW war die Spezialreklame A. von Beyer & Co GmbH, die seit den 1930er Jahren in Schleswig-Holstein Plakatanschläge durchführte und in den 1970er bis 1990er Jahren für das Schwesterunternehmen Verkehrsbetriebe Hamburg-Holstein (VHH) und das damalige HHA-Tochterunternehmen Pinneberger Verkehrsgesellschaft (PVG) zuständig war

### Ehemalige Tochterunternehmen
- Friedrich Jasper Rund- und Gesellschaftsfahrten GmbH, Hamburg (100 %), 1902 gegründet, am 1. November 1959 durch die HHA übernommen, bot neben Busreiseverkehr und Touristikangeboten in Reisebüros auch den Anschluss des Flughafens Hamburg mit Bussen; 1988 verkauft und am 1. Mai 1997 wieder von der HHA (80 %) und der VHH (20 %) übernommen;[16] danach ein Busbetriebsunternehmen, das neben der Beteiligung an der Arbeitsgemeinschaft Hamburger Rundfahrt (AHR) für Stadtrundfahrten mit umgerüsteten ehemaligen Berliner Doppeldeckbussen als Top-Tour-Hamburg nun hauptsächlich Linienbus-Fahrleistungen für die Muttergesellschaft HHA übernahm[17] – es wurde 2019 auf die Muttergesellschaft HHA verschmolzen. Ein Tochterunternehmen von Jasper war die Dau-Reisen GmbH mit eigenen Reisebüros, und zuletzt auch ein weiteres vorheriges Tochterunternehmen der HHA-Mutter, die Travers Omnibusgesellschaft mbH (TOG), die Auftragsleistungen im Linienverkehr für die HHA und früher auch für die VHH sowie Werkverkehr und auch Gelegenheitsverkehr durchführte. Deren Tochterunternehmen waren wiederum die Peter Marquardt Omnibusgesellschaft mbH in Stöckte und die Hansa Kiel Grundstücksverwaltungsgesellschaft mbH (ehemals Autobus Fernfahrten Hansa GmbH).
- Reiseagentur Hans H. Grünwold GmbH, ein Reiseunternehmen, an dem die HHA in den 1970er bis 1990er Jahren eine Beteiligung von 25 % hatte, das damals auch Vermietungen der Verkehrsmittel aller zur Unternehmensgruppe gehörenden Verkehrsunternehmen anbot (Reisering Hamburg)
- SBG Süderelbe Bus GmbH, Hamburg (100 %), Busbetriebsunternehmen für Leistungen auf Hochbahn-Buslinien im südwestlichen Hamburg; 2019 mit der Muttergesellschaft verschmolzen
- P + R Betriebsgesellschaft für Parken und Reisen mbH, 1969 gegründet zur Bewirtschaftung von (einigen größeren) P+R-Anlagen an Schnellbahn-Haltestellen
- HanseCom Gesellschaft für angewandte Informatik und Informationsverarbeitung mbH, Hamburg, Entwicklung von DV-Lösungen und Betrieb von Informationsverarbeitungssystemen
- HAMBURG-CONSULT Gesellschaft für Verkehrsberatung und Verfahrenstechniken mbH (HC), Hamburg, 1967 gegründet, um die Erfahrungen der Fachleute der HHA anderen Unternehmen im In- und Ausland weiterzugeben und bis in die 1990er Jahre Forschungsaufträge des BMFT durchzuführen, u. a. Entwicklung eines „Niederflur“-Gelenkbusses und des VÖV-II-Standard-Linienbusses in Zusammenarbeit mit dem Schwesterunternehmen FFG
- VDV eTicket Service GmbH & Co. KG, Köln (10,13 %)
- Pinneberger Verkehrsgesellschaft (PVG), 1971 von HHA und VHH übernommen, betrieb Buslinien im Kreis Pinneberg und im Westen Hamburgs sowie Auftragsverkehr für die HHA, wurde durch die VHH übernommen
- metronom Eisenbahngesellschaft mbH, Uelzen (HHA 25,1 %, NiedersachsenBahn GmbH & Co. KG 69,9 %, Bremer Verkehrsgesellschaft mbH 5 %), regionaler Schienenverkehr in Niedersachsen, ab Dezember 2003, HHA-Anteile 2007 zur BeNEX
- NBE nordbahn Eisenbahngesellschaft mbH & Co. KG, Hamburg (HHA 50 %, AKN Eisenbahn GmbH 50 %), regionaler Schienenverkehr in Schleswig-Holstein, ab Dezember 2002, HHA-Anteile gingen 2007 zur BeNEX
- ODEG Ostdeutsche Eisenbahn GmbH, Parchim (HHA 50 %, PEG Prignitzer Eisenbahn GmbH 50 %), regionaler Schienenverkehr in Mecklenburg-Vorpommern und Brandenburg, ab Dezember 2002 bzw. 2004, HHA-Anteile gingen 2007 zur BeNEX
- Stadtverkehr Lübeck GmbH (SL), HHA im Konsortium mit PVG und VHH 49,9 %, Rest Hansestadt Lübeck, Stadtverkehr in Lübeck, ab 1. Januar 2003, HHA-Anteile gingen 2007 zur BeNEX
- Kieler Verkehrsgesellschaft (KVG), über die Norddeutsche Bus-Beteiligungsgesellschaft mbH 49 % (davon HHA/PVG/VHH 74,9 %, Minicar Kiel 25,1 %), Stadtbusverkehr in Kiel, ab 1. Juni 2003, ab 2007 zur BeNEX
- WiBus Wiesbadener Busgesellschaft mbH, 49 %, Stadtbusverkehr für die ESWE Verkehr GmbH, vom 1. Oktober 2004 bis 2007
- Fulda Bus GmbH (FBG), 100 %, Busverkehr im Raum Fulda, ab Dezember 2004[18]
- cantus Verkehrsgesellschaft mbH, Kassel (HHA 50 %, Hessische Landesbahn GmbH 50 %), regionaler Schienenverkehr in Hessen, ab Dezember 2005, HHA-Anteile 2007 zur BeNEX
- BeNEX GmbH, Hamburg (51 %): Mit Eintragung in das Handelsregister vom 25. Mai 2007 wurde der Expansionsbetrieb der Hamburger Hochbahn AG für Verkehre außerhalb des Hamburger Raumes auf die BeNEX ausgegliedert, an der die Investmentgesellschaft International Public Partnerships (INPP) 49 % der Anteile hielt. Diese Beteiligung der HHA wurde im Juli 2019 an die INPP veräußert[19]. In der BeNEX GmbH wurden die Beteiligungen im SPNV und im ÖSPV außerhalb Hamburgs gehalten:
  - agilis Verkehrsgesellschaft mbH & Co. KG, Regensburg (100 %), regionaler Schienenverkehr in Bayern, ab 2009

Anfang 1979 wurde die HHA Teilhaber der Hamburger C-Bahn-Gesellschaft mbH, zusammen mit Mannesmann DEMAG Fördertechnik in Wetter und der Messerschmitt-Bölkow-Blohm GmbH in München. Mit Unterstützung des BMFT sollte sie für Planung und Betrieb einer C-Bahn-Demonstrationsanlage in Hamburg (City Nord) sorgen, die dann nicht zur Ausführung kam.

## Stiftung
Seit 1961 gibt es die Bürgermeister Dr. h.c. Max-Brauer-Stiftung für Begabtenförderung. Sie wurde von der Hamburger Hochbahn AG im Andenken an ihren Aufsichtsratsvorsitzenden und langjährigen Hamburger Bürgermeister Max Brauer gegründet. Ihr Zweck ist es, die Ausbildung und Förderung von Nachwuchskräften zu unterstützen, die mit wissenschaftlichen Arbeiten zur Fortentwicklung des Öffentlichen Nahverkehrs in Hamburg beitragen.
Für hervorragende Arbeiten auf diesem Gebiet vergibt die Stiftung alle zwei Jahre den Max-Brauer-Preis für Begabtenförderung, verkürzt häufig Max-Brauer-Preis genannt, jedoch nicht mit dem gleichnamigen Kulturpreis zu verwechseln. Es sind für den Erst-, Zweit- und Drittplatzierten Preisgelder in Höhe von insgesamt 10.000 Euro vorgesehen.